# Manuel Ayres de Cazal
Manuel Ayres de Cazal est un géographe portugais né après 1750 à Lisbonne et décédé avant 1850.

## Biographie
Manuel Ayres de Cazal reçoit une éducation soignée après quoi il fait des vœux religieux. Il se consacre à l'étude géographique et à l'exploration du Brésil, obtenant ainsi le surnom de « père de la géographie brésilienne ». Sa Corografia Brasilica, publiée en deux volumes en 1817, est très admirée par le naturaliste et géographe allemand Alexander von Humboldt.